# Albinus (Name)
Albinus (griechisch Albinos) ist ein deutscher Name.

## Namensträger

### Einname
- Albinus von Angers, Bischof von Angers, * um 469; † 554 (?) in Angers in Frankreich
- Albinus von Büraburg (um 700–nach 760), Bischof von Büraburg, siehe Witta von Büraburg
- Albinus Flaccus (735–804), Gelehrter und Berater von Karl dem Großen, siehe Alkuin
- Albinus (Niederaltaich) (* nach 1200; † 1279) Benediktiner, von 1273 bis 1279 Abt der Abtei Niederaltaich

### Familienname
- Adrian Albinus (1513–1590), deutscher Rechtswissenschaftler
- Anna Albinus (* 1986), deutsche Schriftstellerin
- Bernhard Friedrich Albinus (1653–1721), deutscher Mediziner
- Bernhard Siegfried Albinus (1697–1770), deutscher Anatom und Physiologe
- Christian Bernhard Albinus (um 1699–1752), deutscher Mediziner
- Christian Friedrich Ludwig Albinus (1771–1837), deutscher Zollbeamter, Philanthrop und Schulstifter
- Daniel Albinus (1627–1691), deutscher Theologe
- Emil Albinus (1868–1944), deutscher Politiker (Wirtschaftspartei), Mitglied des Provinziallandtages von Pommern
- Frederik Bernard Albinus (Friedrich Bernhard Albinus; 1715–1778), niederländischer Mediziner
- Jens Albinus (* 1965), dänischer Schauspieler und Regisseur
- Johann Albinus (Philologe) (auch Johannes Albinus; † 1607), deutscher Philologe, Schriftsteller und Hochschullehrer
- Johann Albinus (Drucker) (auch Johann Albin; † nach 1635), deutscher Buchdrucker und Buchhändler
- Johann Christian Albinus (1741–1807), deutscher Beamter
- Johann Friedrich Albinus (1748–1797), deutscher Beamter
- Johann Georg Albinus der Ältere (1624–1679), deutscher Schriftsteller und Theologe, siehe Johann Georg Albini
- Johann Georg Albinus der Jüngere (1658–1714), deutscher Dichter und Jurist, siehe Johann Georg Albini der Jüngere
- Johann Gotthilf Albinus (um 1733–??), deutscher Beamter
- Johannes Albinus (um 1540–1602), deutscher Rechtswissenschaftler
- Manon Albinus (* 1975), belgische Badmintonspielerin
- Michael Albinus (1610–1653), deutscher Prediger und Poet
- Petrus Albinus (Peter von Weiße; 1543–1598), deutscher Geschichtsschreiber und Hochschullehrer
- Prosper Albinus (1553–1616), italienischer Arzt und Botaniker, siehe Prospero Alpini
- Siegfried Albinus, siehe Bernhard Siegfried Albinus
- Ulrich Albinus (1909–1988), deutscher Architekt und Kunsthistoriker